# Lago Mercer
Il lago subglaciale Mercer è un lago che si trova sotto 1067 metri di ghiaccio dell'Antartide, composto da un'acqua idraulicamente attiva, con tempi di sostituzione dell'acqua dell'ordine di un decennio dal Mare di Ross.
È identificato ad alto rischio per il collasso del ghiaccio a causa degli effetti del riscaldamento globale.

## Esplorazione
Helen Amanda Fricker del Scripps Institution of Oceanography (Istituto di Oceanografia Scripps) scoprì il lago per sbaglio nel 2007, mentre usava dei radar satellitari per cercare la base di un ghiacciaio.
Il lago prende il nome torrente ghiacciato Mercer (ex Ice Stream A) sotto il quale si trova il lago. A sua volta prese il nome dal glaciologo dell'Ohio State University John Mercer.
Il 28 Dicembre 2018, l'équipe Subglacial Antarctic Lakes Scientific Access (SALSA), dove ha servito nel comitato esecutivo del progetto, e annunciato dia ver raggiunto il lago dopo due giorni di trapanazione ad alta pressione per sciogliere il ghiaccio.